# Sepicana albomaculata
Sepicana albomaculata is een keversoort uit de familie boktorren (Cerambycidae). De wetenschappelijke naam van de soort is voor het eerst geldig gepubliceerd in 1915 door Gahan.